# Đảo Guemes
Guemes là một hòn đảo nhỏ nằm ở phía Tây Quận Skagit, tiểu bang Washington, Hoa Kỳ. Nó nằm ở phía bắc của thị trấn Anacortes trên đảo Fidalgo, có thể qua lại giữa hai nơi bằng thuyền, phà được quản lý bởi Quận Skagit.
Hòn đảo này được đặt tên sau khi phó vương Tây Ban Nha, Juan Vicente de Güemes uỷ nhiệm cho một đoàn thám hiểm tìm ra các hòn đảo mới cho Tây Ban Nha vào năm 1791.
Guemes là một hòn đảo nông nghiệp với cơ sở hạn chế. Trên đảo chỉ có hai cửa hàng bán lẻ, được kinh doanh từ năm 1940.

## Lịch sử
Đảo Guemes được đặt theo tên nhà thám hiểm Tây Ban Nha José María Narváez là Isla de Güemes, trong cuộc thám hiểm năm 1791 của Francisco de Eliza, được cử đi bởi phó vương Tây Ban Nha tại Mexico.
Năm 1841, nhà thám hiểm Hoa Kỳ, Charles Wilkes đã đặt tên cho đảo là Lawrence, để vinh danh sĩ quan hải quân Mỹ James Lawrence. Những tên này biến mất sau 1847, khi thuyền trưởng người Anh Henry Kellett tổ chức lại bảng tên, trong quá trình loại bỏ tên "thân Mỹ" được đưa ra bởi Wilkes và khẳng định tên tiếng Anh và tên tiếng Tây Ban Nha.
Đảo Guemes cũng thường được còn được gọi là đảo Dog (đảo Chó) trong đầu thế kỷ 20, vì có một số lượng lớn chó sống hoang dã trên đảo.

## Liên kết
- Tọa độ: Không thể phân tích số từ kinh độ: −122.616262

## Trích nguồn
- ^ Phillips, James W. (1971). Washington State Place Names. University of Washington Press. ISBN 0-295-95158-3.
- ^ McDowell, Jim (1998). José Narváez: The Forgotten Explorer. Spokane, Washington: The Arthur H. Clark Company. p. 55. ISBN 0-87062-265-X.
- ^ Meany, Edmond S. (1919). "Origin of Washington Geographic Names". The Pacific Northwest Quarterly (Washington University State Historical Society) X: 56. Truy cập 2009-06-11.
- ^ "American FactFinder". United States Census Bureau. Truy cập 2008-01-31.
- ^ http://www.nauticalcharts.noaa.gov/nsd/xml2html.php?xml=coastpilot/files/cp7/12.xml Lưu trữ ngày 27 tháng 11 năm 2020 tại Wayback Machine